# Super League 2008 (Cina)
La Chinese Super League 2008 è stata la quinta edizione della Chinese Super League, 49ª del campionato di calcio cinese e ha visto come squadra vincitrice lo Shandong Luneng, il terzo della sua storia.

## Sedi e stadi delle squadre
| Club               | Città     | Stadio                           |
| ------------------ | --------- | -------------------------------- |
| Beijing Guoan      | Pechino   | Workers Stadium                  |
| Changchun Yatai    | Changchun | Development Area Stadium         |
| Changsha Ginde     | Changsha  | Helong Stadium                   |
| Chengdu Tiancheng  | Chengdu   | Chengdu Sports Center            |
| Dalian Shide       | Dalian    | Jinzhou Stadium                  |
| Guangzhou          | Canton    | Yuexiushan Stadium               |
| Hangzhou Greentown | Hangzhou  | Yellow Dragon Stadium            |
| Henan Jianye       | Zhengzhou | Hanghai Stadium                  |
| Liaoning           | Shenyang  | Tiexi New District Sports Center |
| Qingdao Jonoon     | Tsingtao  | Qingdao Tiantai Stadium          |
| Shaanxi Chan-Ba    | Xi'an     | Shaanxi Province Stadium         |
| Shandong Luneng    | Jinan     | Shandong Provincial Stadium      |
| Shanghai Shenhua   | Shanghai  | Hongkou Stadium                  |
| Shenzhen Ruby      | Shenzhen  | Shenzhen Stadium                 |
| Tianjin Teda       | Tientsin  | TEDA Football Stadium            |
| Wuhan Guanggu      | Nanchino  | Wuhan Sports Center              |

## Classifica finale
|       | Pos. | Squadra          | Pt | G  | V  | N  | P  | GF | GS | DR  |
| ----- | ---- | ---------------- | -- | -- | -- | -- | -- | -- | -- | --- |
| China | 1.   | Shandong Taishan | 63 | 30 | 18 | 9  | 3  | 54 | 25 | +29 |
|       | 2.   | Shanghai Shenhua | 61 | 30 | 17 | 10 | 3  | 58 | 29 | +29 |
|       | 3.   | Beijing Guoan    | 58 | 30 | 16 | 10 | 4  | 44 | 27 | +17 |
|       | 4.   | Tianjin Teda     | 57 | 30 | 16 | 9  | 5  | 54 | 29 | +25 |
|       | 5.   | Shaanxi Renhe    | 52 | 30 | 15 | 7  | 8  | 41 | 29 | +12 |
|       | 6.   | Changchun Yatai  | 45 | 30 | 12 | 9  | 9  | 53 | 45 | +8  |
|       | 7.   | Guangzhou Yiyao  | 40 | 30 | 10 | 10 | 10 | 41 | 42 | -1  |
|       | 8.   | Qingdao Hainiu   | 39 | 30 | 10 | 9  | 11 | 39 | 36 | +3  |
|       | 9.   | Hangzhou Lücheng | 39 | 30 | 9  | 12 | 9  | 38 | 32 | +6  |
|       | 10.  | Henan Jianye     | 36 | 30 | 9  | 9  | 12 | 30 | 31 | -1  |
|       | 11.  | Changsha Ginde   | 34 | 30 | 7  | 13 | 10 | 28 | 36 | -8  |
|       | 12.  | Shenzhen Ruby    | 33 | 30 | 8  | 9  | 13 | 35 | 34 | +1  |
|       | 13.  | Chengdu Blades   | 32 | 30 | 7  | 11 | 12 | 30 | 37 | -7  |
|       | 14.  | Dalian Shide     | 30 | 30 | 6  | 12 | 12 | 30 | 40 | -10 |
|       | 15.  | Liaoning         | 27 | 30 | 6  | 9  | 15 | 34 | 47 | -13 |
|       | 16.  | Wuhan Guanggu    | 0  | 30 | 0  | 0  | 30 | 0  | 90 | -90 |

Legenda:
      Campione di Cina e ammessa alla fase a gironi di AFC Champions League 2010

      Ammesse alla fase a gironi di AFC Champions League 2010

      Retrocessa in China League One 2010
      Esclusa a campionato in corso.

Regolamento:
Tre punti a vittoria, uno a pareggio, zero a sconfitta.
A parità di punti vengono prese in considerazione, nell'ordine: classifica avulsa, differenza reti negli scontri diretti, differenza reti generale, maggior numero di gol segnati.
Note:
Il Wuhan Guanggu si è ritirato a campionato in corso; tutte le loro partite sono state cancellate e contate come vittorie 3-0 per i loro avversari.

## Statistiche

### Squadre

#### Primati stagionali
Squadre
Partite